# 구조방정식 모델링

구조방정식 모형의 한 예

구조방정식 모델링(構造方程式 - , 영어: structural equation modeling, SEM)은 경로 분석, 회귀 분석, 요인 분석이 합성되어 발전된 통계 방법이다. 구조방정식 모델링의 특징은 직접 측정할 수 없는 잠재변수(Latent variable)를 분석에 포함시킬 수 있다는 것이다. 따라서 사회과학 분야에서 각광받아온 방법론이나, 최근에는 자연과학 분야에서도 응용하려는 움직임이 나타나고 있다.
구조 방정식 모형에서 인과관계 모형을 밝혀내기 위해서는 측정이 타당하고 신뢰할 수 있어야 하며 충분한 사례 수가 필요하다. 변인이 많아지면 분석에 요구되는 사례수가 늘어나며, 인과 모형의 복잡도에 의해서도 필요한 사례수가 변화한다.

## 구조방정식
구조방정식(Structural equation)은 일반적으로 모델을 구성하고 있는 방정식을 말한다. 보통 개개의 방정식을 포함하는 경우가 많다. 그러므로 모델을 내생변수에 대해서 풀어, 각 방정식에 내생변수가 하나만 포함하는 방정식으로 만드는 것이 유용하다. 이것을 유동형(reduced form)이라 하여 일반적으로 예측할 때에 사용된다. 즉 이 유도형에서는 내생변수와 외생변수가 직접 계수(係數)에 따라 계류되어 있어서 외생변수에 예측치를 대입하면 즉시 내생변수의 예측치를 구할 수 있다.

## 가능한 분석의 종류
경로분석(Path analysis), 확인적 요인분석(Confirmatory Factor Analysis: CFA), 잠재성장곡선모형(Latent Growth Curve Modeling), 구조회귀모형(Structural Regression Modeling), 조절분석(Moderation analysis), 매개분석(Mediation analysis)등을 구조방정식 모형을 통해 할 수 있다.

## 활용 범위
현재 교육학, 심리학, 사회학, 경영학, 경제학 등 사회과학분야의 다양한 부분에서 활용되고 있다.

## 분석에 사용되는 소프트웨어
국내에서는 SPSS의 친화성 및 경로모형을 직접 그릴 수 있다는 장점을 가진 GUI 툴인 AMOS가 가장 널리 사용되고 있으나, 전통적으로 많이 사용되어 왔던 LISREL, EQS 등의 툴도 존재한다. Muthen & Muthen 사에서 제작한 Mplus는 현존하는 구조방정식 소프트웨어들 중 가장 강력한 기능을 자랑한다. 이 외에도 최근에는 무료 통계분석 소프트웨어인 R의 패키지인 'sem'과 'lavaan'을 사용하여 구조방정식분석을 할 수 있게 되었다. R 기반으로 무료개방 프로그램인 암스테르담 대학교에서 개발한 JASP와 호주 뉴캐슬 대학교를 중심으로 개발한 jamovi에서도 구조방정식을 분석 가능하다. 무료로 제공하는 것중에는 python패키지로는 seompy등도 사용된다.

## 같이 보기
- 개념적 모형
- 통계학
- 통계적 유의성
- 통계적 가설
- 통계적 추론
- 공업통계학(영어판)
  - 품질관리